# John Hallam (acteur)
Cet article possède un paronyme, voir John Badham.
John Hallam est un acteur britannique né le 28 octobre 1941 à Lisburn (Irlande du Nord) et mort le 14 novembre 2006 à Clifton (en) (Oxfordshire).
John Hallam commence sa carrière cinématographique en 1967 dans Much Ado About Nothing, il a aussi joué dans La Guerre de Murphy en 1971, Nicolas et Alexandra en 1971, Flash Gordon en 1980 ou Robin des Bois, prince des voleurs en 1991.

## Filmographie
- 1969 : Promenade avec l'amour et la mort (A Walk with Love and Death) : Sir Meles
- 1970 : La Vallée perdue (The Last Valley) : Geddes
- 1971 : La Guerre de Murphy (Murphy's War) : Lieutenant Ellis
- 1971 : Nicolas et Alexandra (Nicholas and Alexandra) : Nagorny
- 1973 : Les Dix Derniers Jours d'Hitler (Hitler: The Last Ten Days) : Guensche
- 1974 : The Pallisers (série TV) : Lord Chiltern
- 1977 : Le Continent oublié (The People That Time Forgot) : Chung-Sha
- 1980 : Flash Gordon (Flash Gordon) : Luro
- 1981 : Le Dragon du lac de feu (Dragonslayer) : Tyrian
- 1985 : Le Roi David (King David) : Philistin en armure
- 1985 : Lifeforce : Lamson
- 1989 : L'Île aux baleines : Treve Pender
- 1989 : Doctor Who : Épisode « Ghost Light » : Light
- 1991 : Robin des Bois, prince des voleurs (Robin Hood : Prince of Thieves) : Baron rouge
- 1997 : Kull le conquérant (Kull the Conqueror) : Mandara
- 2000 : Les Mille et Une Nuits (Arabian nights) de Steve Barron (TV) : Demon